# Дуб у Ташані
Дуб у Ташані — пам'ятка природи. Обхват 5,85 м. Висота 30 м. Вік понад 500 років. Росте в старому парку колишнього маєтку князя Горчакова, с. Ташань, Бориспільського району, Київської області. Має подвійний стовбур на висоті 5 м. Дерево потребує лікування і заповідання.